# Maheśvarānanda
Maheśvarānanda (India, XIII secolo – XIV secolo) è stato un filosofo indiano.
Maheśvarānanda visse intorno al 1300 e.v. a Chidambaram in India, e fu iniziato alle scuole del Krama e dello Śrīvidyā. Scrisse il Mahārthamañjarī ("La fiorescenza del Grande insegnamento"), opera di 70 versi in lingua marathi, dopo aver ricevuto la visione della Dea, come egli stesso afferma.
Maheśvarānanda può considerarsi un continuatore del Krama nel Sud dell'India, tradizione religiosa dello shivaismo kashmiro sviluppatasi verso la fine del primo millennio della nostra era.